# Edoardo Perotti
Edoardo Perotti (Torino, 31 maggio 1824 – 10 agosto 1870) è stato un pittore italiano.
Appartenne alla scuola dei "paesisti" piemontesi, e approfondì le proprie conoscenze artistiche prima a Ginevra, dove studiò pittura presso il pittore Alexandre Calame, e poi a Parigi.

## Biografia
In Svizzera fece studi commerciali, in parallelo ai corso di pittura, poi si trasferì per un breve periodo a Parigi, prima di rientrare a Torino. Nel 1846 partecipò all'esposizione fatta dalla Società Promotrice delle belle arti di Torino presentando 4 dipinti: Castello di Miolans, Paese dell’Oberland, Veduta nella valle d’Aosta e Veduta nella valle di Lauterbrunnen, e due disegni: Valle degli Ormonds e Valle di Meyringen, che rompevano con la tradizione pittorica dell'epoca mediante una rappresentazione più realistica della natura. L'anno successivo partecipò all'esposizione seguente con tre quadri: Valle d’Aosta e catena del Monte Bianco, Tramonto del sole sulla sommità delle Alpi dell’Oberland, Un temporale nei dintorni di Meyringen.
Tra il 1847 al 1849, cominciò a viaggiare per l'Italia: Roma, Capri, Napoli e la Romagna, che divennero i principali soggetti delle sue tele. Durante questi viaggi Perotti era solito eseguire degli schizzi che poi avrebbe utilizzato per realizzare i quadri nel suo studio.
Secondo Mario Michela il Perotti è tra i protagonisti del rinnovamento della "scuola di paese". A Perotti va il merito di aver saputo mediare tra i paesaggi bucolici e fantastici dei pittori del periodo, e le prime raffigurazioni "realistiche". 
Nel corso degli anni settanta, la sua pittura però perse di freschezza ed originalità, aspetto sottolineato anche dai critici più moderati, come ad esempio Clementi..
Questo non impedì al Perotti di ottenere committenze dalla famiglia reale, (Al cadere dell'estate 1862) e dal Ministero della Pubblica istruzione (La vita campestre 1861 ed Un mattino 1862).
Morì nel 1870 nei pressi di Torino in seguito ad un incidente di caccia.

## Mostre ed esposizioni
Come allievo di Calame, nel 1855 partecipò all'Esposizione Universale di Parigi, presentando due quadri "Capri" e "Golfo di Napoli".
Negli anni seguenti, partecipò sovente alla mostra della Promotrice di Torino.
Nel 1861 partecipò alla Mostra Nazionale di Firenze, e nel 1867 e 1869, presentò due opere alla mostra annuale di Brera (Autunno sulle sponde della Dora e Le prime foglie) entrambe conservate alla Galleria d'Arte Moderna di Milano.

## Musei
Elenco dei musei e degli edifici che espongono opere dell'artista:
- Galleria d'Arte Moderna di Milano conserva "Sponde della Dora" e "Le prime foglie"
- Galleria civica d'arte moderna e contemporanea di Torino conserva "La vita campestre", "Un mattino" e "La pineta d'Ostia".[3]